# Moore-Lampe

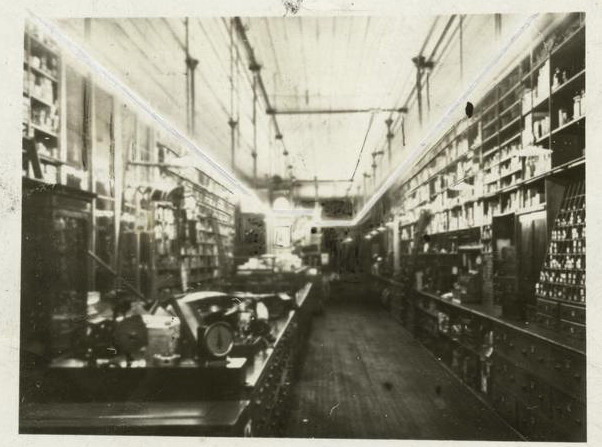
Erste kommerzielle Moore-Lichtanlage in einem Geschäft in Newark, New Jersey (1904)

Die Moore-Lampe, oft auch als Moore-Licht oder Moore'sche Beleuchtung bezeichnet, war eine frühe Gasentladungsröhre, die 1895 von dem amerikanischen Ingenieur Daniel McFarlan Moore entwickelt und 1902 patentiert wurde.
Die Funktion beruht auf dem Prinzip der Geißlerschen Röhre, einem Vorläufer der heute üblichen Glimmlampe. Bei der Moore-Lampe werden Spuren bestimmter Gase in langen Glasröhren unter Niederdruck durch Hochspannung zum Leuchten angeregt. Die Beleuchtungsröhren wiesen Längen von 20 bis 100 m auf, bei einem Durchmesser von ca. 45 mm, und wurden mit einer Betriebsspannung von 10 bis 30 kV betrieben.
Die Moore-Lampe löste insbesondere das Problem der Konstanthaltung der teilevakuierten Glasröhre durch ein Steuerventil, das spannungsabhängig Gas in das Röhrensystem einließ. Eine gelbrosa Lichtfarbe wurde durch eine Stickstofffüllung erzielt; für weißes Moore-Licht kam Kohlendioxid zum Einsatz. Die Lichtausbeute betrug ca. 10 Lumen pro Watt, was die seinerzeit gebräuchlichen Kohlefadenlampen um den Faktor 3 übertraf. Bemerkenswert war neben der Energieeffizienz die tageslichtähnliche Lichtfarbe, auch konnte damals mit keinem anderen Verfahren völlig diffuses Licht erzeugt werden.

„Zu klein, zu heiß und zu rot.“

Lichtanlagen nach den Patenten von Moore wurden in Deutschland seit etwa 1910 durch die Moore-Licht-Gesellschaft, Berlin SW, Dessauer Str. 28/29 hergestellt. Zum Einsatz kamen sie aufgrund der aufwendigen Installation vorzugsweise in Büro- und Geschäftshäusern; insbesondere bei der Lichtreklame wurden sie noch bis in die 1930er Jahre verwendet.